# 戴恩 (成化進士)
戴恩（1464年—？年），字天錫，直隸安慶府潛山縣人，醫籍，明朝政治人物。

## 生平
成化十六年（1480年）庚子科應天府鄉試第三十七名舉人。成化二十三年（1487年）中式丁未科會試第七十四名，二甲第一百零八名進士。弘治十六年（1503年）任廣西桂林府知府。调平乐府，正德三年（1508年）二月科道纠劾被黜。

## 家族
曾祖戴覺宗；祖父戴文恭；父戴冕，醫學正科。嫡母陳氏；生母石氏。